# Záhoří (Černošín)
Záhoří (německy Sahorsch) je malá vesnice, část města Černošín v okrese Tachov v Plzeňském kraji. Nachází se asi čtyři kilometry jihozápadně od Černošína. Záhoří leží v katastrálním území Záhoří u Černošína o rozloze 1,71 km².

## Historie
První písemná zmínka o vesnici pochází z roku 1544.
V roce 1921 v osadě žilo 97 obyvatel (všichni německé národnosti) v 16 domech. Po druhé světové válce se osadu nepodařilo dosídlit a ta prakticky zanikla. V původním intravilánu vsi se zachoval jediný dům a zříceniny několika dalších. Za severovýchodním koncem někdejšího intravilánu se zachovala kaplička, v průběhu roku 2006 opravená. Většinu nynější zástavby tvoří novodobé chaty na okraji katastrálního území v údolí Mže.

## Obyvatelstvo
| Rok            | 1869 | 1880 | 1890 | 1900 | 1910 | 1921 | 1930 | 1950 | 1961 | 1970 | 1980 | 1991 | 2001 | 2011 | 2021 |
| -------------- | ---- | ---- | ---- | ---- | ---- | ---- | ---- | ---- | ---- | ---- | ---- | ---- | ---- | ---- | ---- |
| Počet obyvatel | 106  | 104  | 102  | 104  | 82   | 97   | 80   | 8    | 0    | 0    | 0    | 0    | 0    | 4    | 5    |
| Počet domů     | 13   | 16   | 16   | 16   | 16   | 16   | 17   | 6    | 0    | 0    | 0    | 0    | 0    | 2    | 1    |

## Obecní správa
Při sčítání lidu v letech 1850–1949 Záhoří bylo samostatnou obcí v okrese Planá. V letech 1950–1959 bylo osadou obce Třebel v okrese Stříbro. Od roku 1960 je částí města Černošín v okrese Tachov.